# Santiago (Alcácer do Sal)
Santiago – sołectwo w powiecie Alcácer do Sal (Portugalia). Położone na obszarze 	282,98 km², zamieszkane przez 4850 osób (dane z 2001). Gęstość zaludnienia: 17,1 osoby/km².